# ایرباس ای۴۰۰ام اطلس
ایرباس اِی۴۰۰ام اطلس یک هواپیمای ترابری سنگین نظامی با ۴ موتور توربوپراپ است که توسط شرکت چندملیتی ایرباس تولید می‌شود. اِی۴۰۰ام از لحاظ اندازه، بین لاکهید سی-۱۳۰ و بوئینگ سی-۱۷ قرار دارد؛ این هواپیما می‌تواند بارهای سنگین تر از سی-۱۳۰ را حمل کند و قادر به استفاده از باندهای فرود ناهموار است. به همراه نقش ترابری، اِی۴۰۰ام می‌تواند سوخت‌گیری هوایی و تخلیه پزشکی را در هنگام نصب تجهیزات مناسب انجام دهد.
نخستین پرواز اِی۴۰۰ام که نخست برای سال ۲۰۰۸ طراحی شده بود، در تاریخ ۱۱ دسامبر ۲۰۰۹ از سویا، اسپانیا برگزار شد. میان سال‌های ۲۰۰۹ و ۲۰۱۰، اِی۴۰۰ام در نتیجه تأخیر برنامه‌های توسعه و هزینه‌های اضافی، لغو شد؛ با این حال، کشورهای مشتری ادامه حمایت‌های خود از پروژه را انتخاب کردند. در مجموع هشت کشور ۱۷۴ هواپیمای اِی۴۰۰ام سفارش داده شده را تا ژوئیه ۲۰۱۱ در اختیار داشتند. در ماه مارس سال ۲۰۱۳، اِی۴۰۰ام گواهینامه ایمنی هواپیمایی اروپا (EASA) را دریافت کرد. نخستین هواپیما در اوت ۲۰۱۳ به نیروی هوایی فرانسه منتقل شد.

## ایرباس اِی۴۰۰ام آبپاش
ایرباس اِی۴۰۰ام آبپاش هواپیمایی آتش‌نشانی است که بدون نیاز به هیچ گونه تغییری در ناوگان هواپیماهای A400M پیشین تنها با استفاده از یک کیت ویژه بکار گرفته می‌شود، ایرباس اِی۴۰۰ام آبپاش با پرواز در ارتفاع ۱۵۰ پا (۴۵٫۷ متر) و سرعت پرواز ۱۲۵ گره (۲۳۰ کیلومتر در ساعت) توانایی رها کردن ۲۰ تن آب در کمتر از ۱۰ ثانیه را دارد. بخش بار این هواپیما حدود ۱۷٫۷۱ متر طول و چهار متر عرض دارد. ایرباس اِی۴۰۰ام آبپاش با ظرفیت ۴۰ تن و توانایی پرواز در ارتفاعات کم، کاندیدای خوبی برای آتش‌نشانی هوایی و مبارزه با آتش‌سوزی‌های جنگلی است. کیت مهار آتش جدید به این گونه است که؛ آب در یک مخزن ثابت در محفظه بار هواپیما نگهداری و از راه دو بخش در انتهای سطح شیب‌دار هواپیما خارج می‌شود. نسخه تجاری این کیت ویژه در آینده توسعه داده می‌شود.

## کشور های دارنده
- شیلی

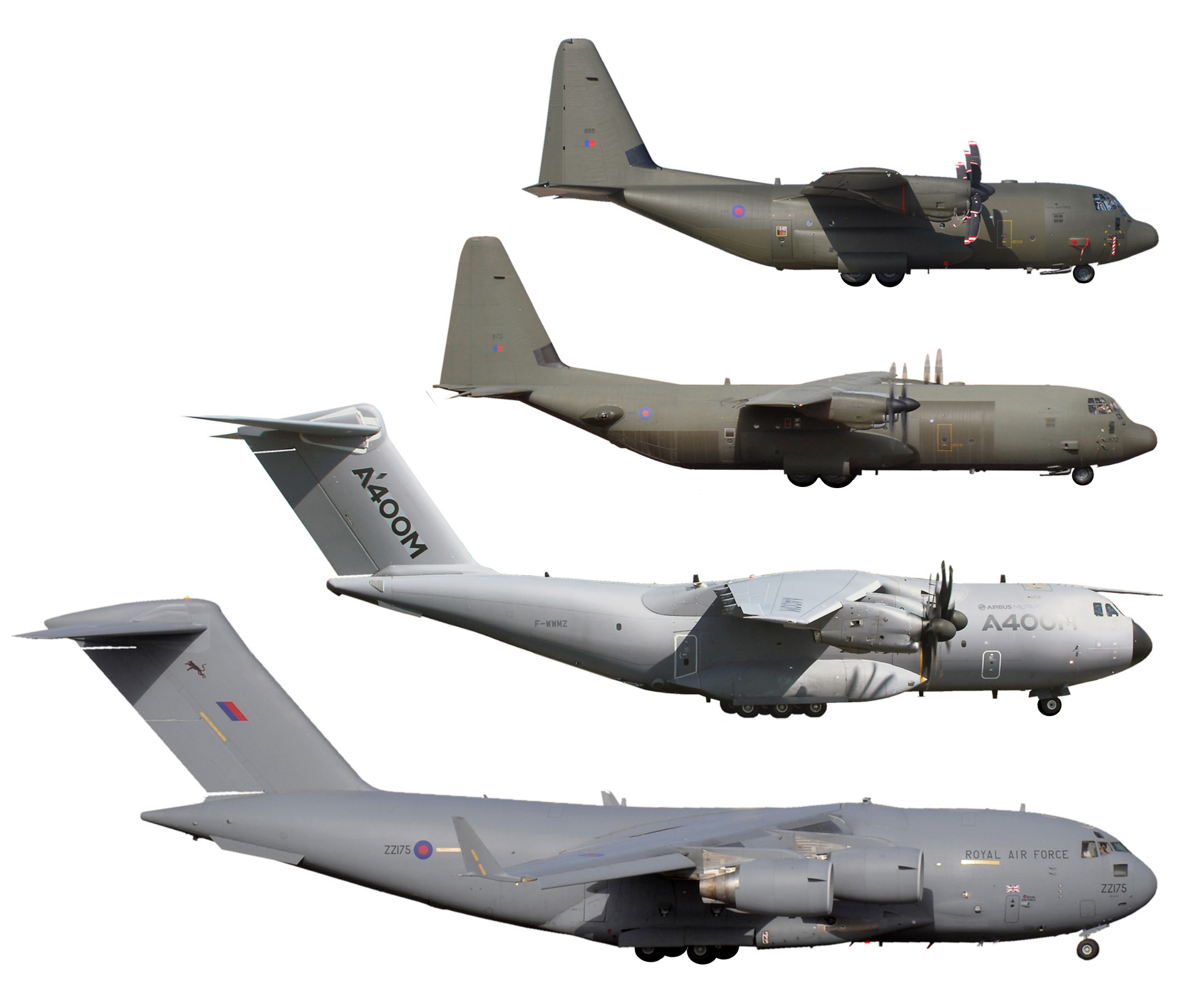
نام هواپیماها به ترتیب از بالا به پایین C-130 دومی از بالا C-130J سومی از بالا A400M چهارمی از بالا C-17

نیروی هوایی شیلی یادداشت تفاهمی برای سه هواپیما امضا کرد، اما هیچ سفارشی داده نشد. شیلی مذاکراتی را برای خرید امبرائر KC-390 برزیلی آغاز کرد.
- جمهوری چک

در فوریه 2017، وزارتخانه دفاع چک اعلام کرد که علاقه مند به اجاره مشترک A400M از آلمان هستند.
- مجارستان

در سپتامبر 2020، مجارستان به عنوان اولین شریک واحد حمل و نقل هوایی چندملیتی که در پایگاه هوایی لخفلد با 10 فروند A400M طی قراردادی با آلمان تاسیس شد.
- اندونزی

در ژانویه 2017، اندونزی خرید پنج هواپیمای A400M را برای تقویت  حمل و نقل هوایی ارتش این کشور تصویب کرد. در نوامبر 2021، ایرباس تأیید کرد که وزارت دفاع اندونزی قراردادی با ایرباس برای دو فروند A400M امضا کرده است. در 12 دسامبر 2022، ایرباس اعلام کرد که قرارداد نهایی شده است، انتظار می رود اولین تحویل در سال 2026 انجام شود.
- قزاقستان

در سپتامبر 2021، قزاقستان قراردادی با ایرباس برای خرید دو فروند A400M برای نیروی هوایی قزاقستان امضا کرد.
- کره جنوبی

در فوریه 2019، اداره برنامه اکتساب دفاعی کره جنوبی (DAPA) پیشنهاد اسپانیا برای تعویض تعداد نامشخص KAI T-50 Golden Eagles و KAI KT-1 Woongbi با هواپیماهای A400M را تأیید کرد.